# عبدالکریم فرحانی
عبدالکریم فرحانی (زاده ۱۳۴۳ در اهواز) نماینده اصولگرای دوره پنجم مجلس خبرگان رهبری از استان خوزستان است.
عبدالکریم فرحانی در نتایج انتخابات مجلس خبرگان رهبری (۱۳۹۴)، با گرایش اصولگرایی، در حوزه استان خوزستان با کسب ۵۵۱٬۵۰۲ رای از مجموع ۱٬۹۹۳٬۲۵۹ رای برابر با ۲۷٫۶۷٪ در جایگاه پنجم وارد دوره پنجم مجلس خبرگان رهبری شد.

## زندگی‌نامه
وی در آذر ماه سال ۱۳۴۳ در اهواز متولد شد. از سنین نوجوانی با اوج‌گیری نهضت اسلامی در دهه ۵۰ به فعالیت‌های را به عهده گرفت که از جمله آنها می‌توان به راه اندازی هسته اولیه انجمن اسلامی منطقه کارون و پیگیری امورات دینی منطقه اشاره کرد. وی با آغاز جنگ تحصیلات دبیرستانی را طی ۲سال به اتمام رساند و به جنگ رفت.

## سوابق و سمت ها[۳]
فرحانی در مقام‌ها و مناصب مختلف، در راستای ساماندهی و پیشرفت نظام حوزه‌های علمیه خدمت کرده‌اند که از جمله می‌توان به این موارد اشاره کرد:
- 1. عضو شورای گسترش حوزه‌های علمیه کشور
  2. دبیر کمیته مدارس حوزه‌های علمیه کشور
  3. دبیر کمیته مراکز تخصصی
  4. دبیر کمیته آموزش
  5. معاون آموزش حوزه‌های علمیه کشور
  6. عضو شورای مدارک مسئول کمیسیون
  7. آموزش شورای مطالبات رهبری و مراجع

## اقدامات در مقام معاونت حوزه علمیه[۳]
- مجوز فعالیت ۱۹۰ حوزه علمیه در سطح کشور
- مجوز توسعه ۱۶۰ حوزه علمیه در کشور
- تصویب و ترویج شورای تخصصی
- ساماندهی اساتید
- تصویب قانون جدید ساماندهی اساتید از طریق شورای عای حوزه‌های علمیه کشور

## اقدامات فرحانی در دوران مسئولیت اداره فرهنگ و ارشاد اسلامی[۴]

### حوزه ادب، هنر و فرهنگ
- احداث سالن‌های سینما و تئاتر در اهواز (تالار آفتاب)، شادگان، سوسنگرد، شوشتر، بهبهان، خرمشهر و باغملک
- برگزاری اولین جشنواره تئاتر مساجد و اولین جشنواره سینما و موسیقی دفاع مقدس
- برگزاری کنگره حماسه جهاد عشایر عرب علیه استعمار انگلیس و کنگره دائمی شعر لاله‌های سرخ شهدای هویزه
- طراحی و راه اندازی کانون‌های فرهنگی مساجد استان
- برگزاری اولین جشنواره فیلم اجتماعی ایران در اهواز
- برگزاری کنگره بزرگداشت علامه شیخ شوشتری
- مساعدت جهت برگزاری کنگره شیخ اعظم (ره)
- برگزاری همایش‌های متعدد جهت تجلیل از مفاخر شهرهای مختلف استان مانند: هویزه و مسجدسلیمان و…
- برگزاری کنگره بزرگداشت علی بن مهزیار اهوازی

### حوزه گردشگری و میراث فرهنگی
- توسعه و معرفی نقاط سیاحتی جدید و ثبت آثار تاریخی
- حضور فعال در نمایشگاه‌های سیاحتی کشور و معرفی فرهنگ‌های اصیل و بومی استان و کسب مقام ممتاز کشوری در سه سال پیاپی

### حوزه کتاب و نشر
- توسعه کتابخانه‌های عمومی تا ظرفیت سه برابر و احداث کتابخانه‌های مهمی چون کوت عبدالله اهواز، شهید باهنر اهواز، مجتمع فرهنگی دزفول، مسجد سلیمان، شادگان و …
- راه اندازی اولین نمایشگاه استانی کتاب در سطح کشور
- اعطای مجوز و راه اندازی چند روزنامه محلی برای اولین بار در استان
- حمایت از ناشران بومی و اعطای وام جهت نشر کتاب

## دیدگاه‌ها
فرحانی در نشست صمیمی کار گروه تخصصی خبرگان رهبری استان خوزستان اعلام کرد که مسائل و مشکلات درمانی برای استان بسیار مهم و سرنوشت ساز است و من برای حل این مشکلات اعلام آمادگی می‌کنم.